# Сердюк, Пётр Кириллович
Пётр Кириллович Сердюк (1936—2006) — советский хозяйственный и государственный деятель, лауреат Государственной премии СССР за выдающиеся достижения в труде.

## Биография
Родился в 1936 году в селе Роище. Член КПСС.
Окончил Репкинское училище механизации сельского хозяйства по специализации механизатор широкого профиля.
В 1952—1955 — колхозник в колхозе села Роище.
В 1955—1958 — военнослужащий Советской армии.
В 1958—1991 — тракторист колхоза имени Свердлова села Роище Черниговского района Черниговской области Украинской ССР.
За освоение и внедрение прогрессивных технологий, обеспечение устойчивого роста производства картофеля, сахарной свёклы, технических и других с/х культур был в составе коллектива удостоен Государственной премии СССР за выдающиеся достижения в труде 1982 года.
Умер в 2006 году в селе Роище.

## Награды
- Орден Ленина
- Орден Октябрьской Революции
- Орден Трудового Красного Знамени